# باشگاه والیبال ساری ۲۱
باشگاه والیبال ساری ۲۱ با نام پیشین سازمان عمران شهرداری ساری و سارویه ساری یک باشگاه والیبال ایرانی است که در ساری تأسیس شد. این باشگاه در سال ۱۳۹۴ به لیگ برتر والیبال ایران صعود کرد و در فصل ۱۳۹۶ به لیگ دسته یک سقوط کرد و به دلیل حمایت نکردن مسئولین دزد ساری این تیم هم مثل دیگر تیم های ساروی به تاریخ پیوست و برای همیشه منحل شد‌.

## عملکرد
این تیم در فصل ۱۳۹۴ لیگ دسته یک والیبال در رده دوم قرار گرفت و به لیگ برتر والیبال صعود کرد.
این تیم در فصل ۱۳۹۵ لیگ برتر والیبال در رده نهم قرار گرفت و در لیگ برتر ماندنی شد.
این تیم در فصل ۱۳۹۶ لیگ برتر والیبال در رده یازدهم از بین دوازده تیم قرار گرفت و به لیگ دسته یک سقوط کرد.

## افتخارات
لیگ دسته یک والیبال ایران
- نایب قهرمان (۱۳۹۴)